# Ji Wallace
Ji Wallace, född 23 juni 1977 i Lismore, Victoria, Australien, är en australisk gymnast och olympisk silvermedaljör i trampolin från olympiska sommarspelen 2000 i Sydney.
Wallace kom ut som homosexuell 2005. Han blev därigenom första australier att bli ambassadör för Gay Games. I augusti 2012 berättade han via ett brev till Sydney Star Observer, en HBT-inriktad veckotidning, att han är HIV-positiv.